# Espai Schengen

En blau els països actuals, en verd els obligats a unir-s'hi

L'espai Schengen és un espai creat el 1995 per l'acord de Schengen per suprimir les fronteres comunes entre els estats integrants i establir controls comuns a les fronteres exteriors d'aquests països. En la pràctica, l'espai Schengen funciona en termes migratoris com un sol país.
No s'ha de confondre l'espai Schengen amb la Unió Europea (UE), hi ha països de la UE que no formen part de l'espai Schengen i hi ha altres països que estan integrats en l'espai Schengen i no pertanyen a la UE.
Des de l'entrada en vigor del tractat d'Amsterdam el 1999, l'acord de Schengen està integrat en el marc institucional i jurídic de la Unió Europea, en un protocol annex al tractat d'Amsterdam. En virtut d'aquest protocol, els nous estats membres de la UE (els que ingressaren després de 1999) han d'aplicar la totalitat de l'acord de Schengen quan el consell de la UE determini que es compleixen les condicions necessàries.
Actualment, formen part de l'espai Schengen 29 països.

## Països que integren l'espai Schengen
| - Alemanya - Àustria - Bèlgica - Bulgària - Croàcia - Dinamarca (sense Groenlàndia i les illes Fèroe) - Eslovàquia - Eslovènia - Espanya (amb disposicions especials a Ceuta i Melilla per a viatgers procedents del Marroc) - Estònia - Finlàndia | - França (sense els territoris d'ultramar) - Grècia (l'entrada a la regió del mont Atos requereix un permís especial per als homes i està prohibit per a les dones) - Hongria - Islàndia* - Itàlia - Letònia - Liechtenstein* (no concedeix visats, però serveixen els visats d'altres estats de Schengen) - Lituània - Luxemburg - Malta | - Noruega* (sense les illes Svalbard) - Països Baixos (sense els territoris no europeus d'Aruba, Curaçao, Sint Maarten i el Carib neerlandès) - Polònia - Portugal - Regne Unit* (Només Gibraltar, territori britànic d'ultramar). - Romania - Suècia - Suïssa* - República Txeca |

* Països no pertanyents a la UE
La circulació per tots els estats de l'espai Schengen és lliure i sense controls fronterers interiors, per a totes les persones nacionals de qualsevol d'aquests països i les seves famílies que viatgin conjuntament, i també, durant un període que no superi tres mesos per semestre, per a estrangers que hagin entrat o resideixin legalment a qualsevol d'aquests.
Requisits:
- per a nacionals, i les seves famílies, de qualsevol país de la UE o de l'espai Schengen: document d'identitat nacional o passaport en vigor,
- per a estrangers: document de viatge en vigor i autorització de residència o visat quan aquest sigui exigit (depenent del país d'origen).

Els estrangers mencionats a l'apartat anterior, que entrin regularment al territori d'un estat membre procedent de qualsevol dels restants estats estan obligats a declarar-ho a les autoritats competents de l'estat al qual entrin. Aquesta declaració podrà efectuar-se en el moment de l'entrada o en el termini de tres dies hàbils a partir d'aquesta.

## Països de la UE obligats a unir-se a l'espai Schengen
- Xipre

Xipre forma part de la UE des de l'1 de maig de 2004, per la qual cosa segons el tractat d'Amsterdam està obligat a integrar-se a l'espai Schengen quan el consell de la UE determini que es compleixen les condicions per a fer-ho, tal com va succeïr amb Bulgària i Romania. Mentrestant s'aplica la lliure circulació de persones establertes a la UE, per la qual els nacionals i les seves famílies de qualsevol país de la UE o de l'espai Schengen poden viatjar a aquests països amb el document d'identitat nacional o passaport en vigor, passant els controls fronterers corresponents. Els ciutadans estrangers poden tenir condicions d'entrada diferents des les sol·licitades a l'espai Schengen o necessitar un visat diferent.

## Territoris de la UE no pertanyents a l'espai Schengen
- Departaments d'ultramar i col·lectivitats de Saint-Barthélemy (Antilles) i Saint-Martin (França)
- Irlanda

Aquests territoris ingressaren a la UE amb anterioritat al tractat d'Amsterdam i tenen clàusules d'excepció que els permeten no integrar-se a l'espai Schengen. Tanmateix, estan obligats a aplicar la lliure circulació de persones establerta a la UE, en les mateixes condicions indicades anteriorment per als països de la UE obligats a unir-se a l'espai Schengen.
Dinamarca també té una clàusula d'excepció que li permet no formar part de l'espai Schengen, però ha decidit integrar-s'hi.

## Fronteres comunes amb altresmicroestats europeus
- Andorra
- Mònaco
- San Marino
- Ciutat del Vaticà

Andorra té un acord amb la UE per a permetre la lliure circulació de persones, però no forma part de l'espai Schengen. Als punts fronterers, s'apliquen les mateixes condicions indicades anteriorment per als territoris de la UE no pertanyents a l'espai Schengen. Els estrangers que viatgin amb un visat Schengen necessiten un visat d'entrada múltiple per a tornar d'Andorra, car en entrar a Andorra estan abandonant l'espai Schengen.
Mònaco té un acord de control de fronteres comú amb França, cosa que en la pràctica equival a pertànyer a l'espai Schengen. No es realitzen controls a les fronteres terrestres amb França i es realitzen controls de fronteres exteriors de Schengen al port i l'heliport.
San Marino i Ciutat del Vaticà tenen únicament una frontera cadascú amb Itàlia. A causa del fet que només és possible entrar en aquests països travessant Itàlia i passant els controls oportuns, no es realitzen controls fronterers en aquests microestats, tot i que a San Marino i Itàlia, a vegades, es realitzen comprovacions rutinàries.

## Suspensió de la llibertat de circulació
La llibertat de circulació entre estats de l'espai Schengen es pot suspendre transitòriament en circumstàncies excepcionals, cosa que ja ha passat diverses vegades.

## ETIAS
L'any 2016 la Comissió Europea va proposar un sistema electrònic d'autorització de viatge per a ciutadans estrangers anomenat ETIAS (European Travel Information and Authorisation). Els visitants estrangers que no necessitin Visa per entrar a l'espai Schengen deuran registrar les seves dades i complir uns requisits per poder ingressar a l'Espai Schengen. S'espera que aquesta autorització de viatge se implementi el novembre del 2023.